# King Island (Colombie-Britannique)
King Island est une île de Colombie-Britannique.

## Géographie
Elle est située dans le sud du Canal Dean, à 20 km à l'Est de Bella Bella. Avec une superficie de 837 km², c'est la septième plus grande île de Colombie-Britannique. 

## Histoire
Elle a été nommée en 1793 par George Vancouver en l'honneur du capitaine James King. 